# Soumba Football Club
 (octobre 2017).
Si vous disposez d'ouvrages ou d'articles de référence ou si vous connaissez des sites web de qualité traitant du thème abordé ici, merci de compléter l'article en donnant les références utiles à sa vérifiabilité et en les liant à la section « Notes et références ».
Le Soumba Football Club est un club de football professionnel guinéen basé à Dubréka. Le club évolue dans le Championnat de Guinée de football.